# Westend

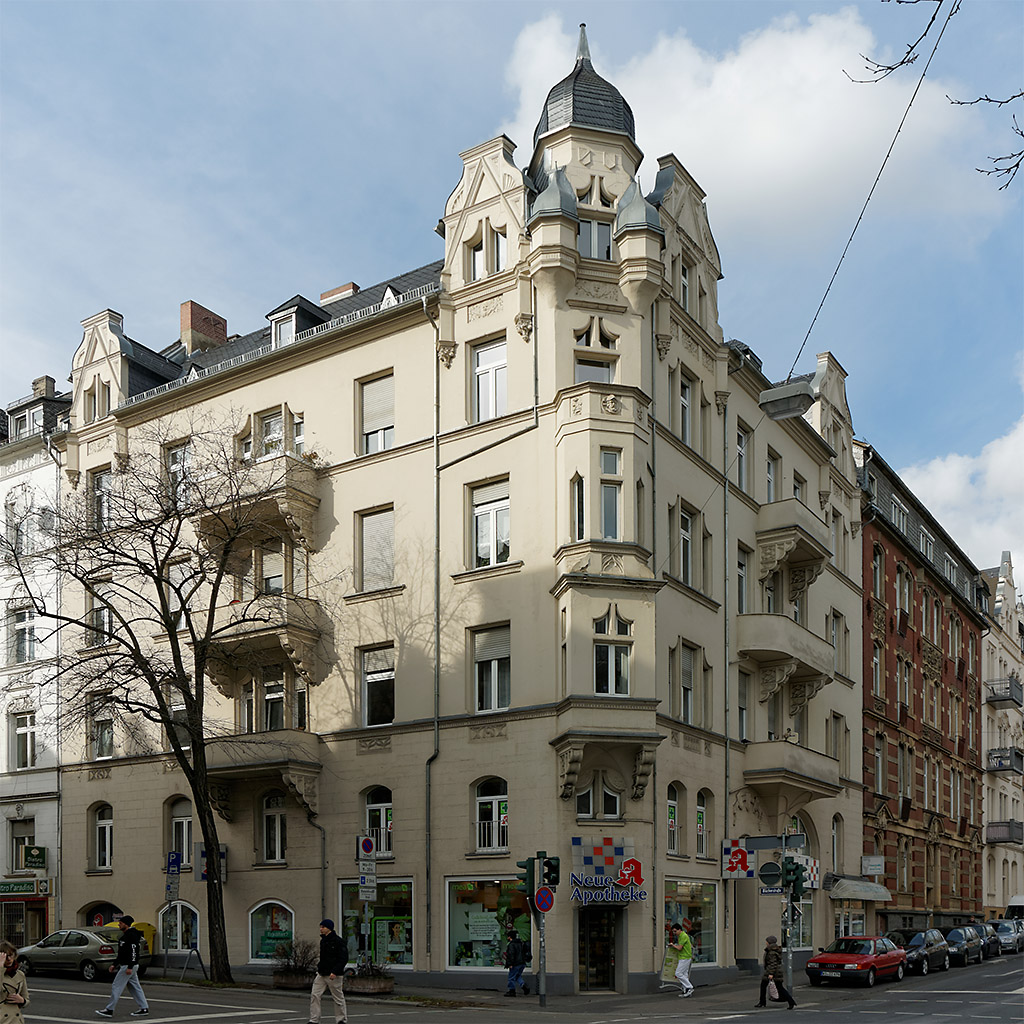
Westend Wiesbaden, Bismarckring

Das Westend (ⓘ) bezeichnet in verschiedenen Städten Siedlungen, die zumindest zum Zeitpunkt ihrer Errichtung am westlichen Ende der Stadt lagen. 
Der Begriff ist neben dem deutschen Weststadt vor allem in englischsprachigen Ländern gängig, namentlich in London, wo das West End der überaus attraktionsreiche westliche Teil der Londoner Innenstadt ist. Hier siedelten sich vor allem wohlhabende Bürger an, da die vorherrschend westlichen Winde das Viertel der Stadt von den Gerüchen und – mit zunehmender Industrialisierung – von Rauch und Abgasen verschonten. Heute ist das West End als Stätte der wichtigsten Londoner Theater und zahlreicher Sehenswürdigkeiten bekannt und stellt neben dem Broadway in New York die zweitwichtigste Musical-Metropole der Welt dar. 
Das East End Londons war dagegen traditionell von Hafenindustrie und Armut geprägt. Westend ist daher ein Synonym für wohlhabend, elitär, gebildet sowie kulturell interessiert geworden, während Eastend mit Armut, sozialer Schwäche und Proletariat in Verbindung gebracht wurde.
In Deutschland sind das Frankfurter Westend und das Offenbacher Westend aus früheren Villenvierteln entstanden. Das Wiesbadener Westend besteht aus Gebäuden des Historismus, das Berliner und das Bremer Westend haben eine gemischte Bebauung. Im Hofer Westend, wo auch das Theater Hof beheimatet ist, entstand die Bebauung in Gründerzeit und Jugendstil. Die ebenfalls als „Westend“ bekannte Schwanthalerhöhe in München ist ein altes Arbeiterviertel, genauso wie die Arbeiterkolonie Westend in Essen eines war.